# Arenaria roseiflora
Arenaria roseiflora är en nejlikväxtart som beskrevs av Thomas Archibald Sprague. Arenaria roseiflora ingår i släktet narvar, och familjen nejlikväxter. Inga underarter finns listade i Catalogue of Life.